# Từ thông
Từ thông là thông lượng đường sức từ đi qua một diện tích.Từ thông liên hệ trực tiếp với mật độ từ thông. Từ thông là tích phân của tích vô hướng giữa mật độ từ thông với véctơ thành phần diện tích, trên toàn bộ diện tích.

## Ký hiệu toán và đơn vị đo lường
Từ thông có ký hiệu {\displaystyle \Phi _{m}\ } . Trong hệ đo lường quốc tế, đơn vị đo từ thông là Weber (Wb), và đơn vị đo mật độ từ thông là Weber trên mét vuông, hay Tesla.
{\displaystyle \Phi _{m}\equiv \int \!\!\!\int \mathbf {B} \cdot d\mathbf {S} \,}
Với:
- {\displaystyle \Phi _{m}\ } là từ thông
- B là mật độ từ thông

Hướng của véctơ B theo quy ước là từ cực nam lên cực bắc của nam châm, khi đi trong nam châm, và từ cực bắc đến cực nam, khi đi ngoài nam châm.

## Định luật Gauss
Định luật Gauss cho từ trường, một trong bốn phương trình Maxwell, nói rằng tổng từ thông qua một bề mặt đóng bằng không. Kết quả này tương đương với việc công nhận đơn cực từ không đo được.
Thể hiện trên công thức toán học:
{\displaystyle \nabla \cdot \mathbf {B} =0\,}
Suy ra:
{\displaystyle \oint \!\!\!\oint _{\partial V}\mathbf {B} \cdot d\mathbf {S} =\iiint _{V}\nabla \cdot \mathbf {B} \,d\tau =0}

## Định luật cảm ứng Faraday
Thay đổi theo thời gian của từ thông xuyên qua một vòng dây điện sẽ gây ra một lực điện động theo định luật cảm ứng Faraday:
{\displaystyle {\mathcal {E}}=\oint \mathbf {E} \cdot d\mathbf {s} =-{d\Phi _{m} \over dt}}
Với:
- {\displaystyle {\mathcal {E}}} là lực điện động
- E là cường độ điện trường
- ds là thành phần quãng đường trên dây dẫn điện
- {\displaystyle \Phi } là từ thông xuyên qua vòng dây
- t là thời gian

Đây là nguyên lý hoạt động của các máy phát điện, máy biến thế, ăng ten...